# Kálmán Faluba
Kálmán Faluba (Budapest, Hungría, 17 de septiembre de 1941) es un filólogo e hispanista húngaro, promotor de la enseñanza de la lengua catalana en su país.

## Biografía
Faluba estudió filología hispánica e italiana en la Universidad Eötvös Loránd de Budapest, de la que es actualmente profesor y aprendió catalán con una gramática de Antoni Badia i Margarit. En 1971 consiguió que se introdujera la enseñanza de la lengua y la literatura catalanas en los planes de estudio, hecho que contribuyó en la formación de un grupo importante de catalanófilos en Hungría. En 1973 participó en la fundación de la Asociación Internacional de Lengua y Literatura Catalanas y en 1986 en el Segundo Congreso Internacional de la Lengua Catalana. Ha traducido al húngaro el Árbol de filosofía de amor y en 1994 el Libro de Amigo y Amado de Ramon Llull.
Forma parte de la redacción de Journal of Catalan Studies (Revista Internacional de Catalanística). Ha publicado obras sobre lingüística (gramática y lexicografía), historia de la literatura, situación del catalán y de las otras lenguas no estatales de España, y sobre las relaciones de la catalanística con su país. Fue el autor con Károly Morvay de los primeros diccionarios catalán-húngaro (1990) y húngaro-catalán (1996), obra que les valió el Premio Catalonia otorgado por el Instituto de Estudios Catalanes (IEC) en 1992.
En 1990 recibió la Cruz de San Jordi, en 1992 fue nombrado miembro correspondiente de la Sección Filológica del Instituto de Estudios Catalanes y en 1993 recibió el Premio Internacional Ramon Llull. De 2006 a 2012 presidió la Asociación Internacional de Lengua y Literatura Catalanas, sucediendo a Albert Hauf y siendo sucedido por Antoni Ferrando.

## Obras
- Diccionario catalán-húngaro (1990), con su discípulo Károly Morvay
- Diccionario húngaro-catalán (1996)
- Guía de conversación catalán-francés (1993)
- Guida alla conversazione italiano, catalano, spagnolo (1994)
- Literatura húngara y literatura catalana: conocimiento mutuo (2004)
- Spanyol-Magyar Kéziszótár. Diccionario español-húngaro (2009)
- Diccionario húngaro-español. Magyar-Spanyol Kéziszótár (2009)